# Estación de Boo-Guarnizo
Boo-Guarnizo, también conocida como la estación del Mediterráneo, es una estación de ferrocarril situada en el municipio español de El Astillero, en la comunidad autónoma de Cantabria. Las instalaciones formaban parte del ferrocarril Santander-Mediterráneo, que nunca se concluyó.

## Situación ferroviaria
De acuerdo con el proyecto, estaba previsto que las instalaciones estuvieran situadas en el punto kilométrico 62,624 del trazado de ancho ibérico Santelices-Boo que formaba parte del ferrocarril Santander-Mediterráneo. El kilometraje del ferrocarril se reiniciaba en Santelices, al tratarse de una nueva variante.

## Historia
Tras la nacionalización de la red ferroviaria española, en 1941, el Estado tomó la decisión de completar la construcción del ferrocarril Santander-Mediterráneo. Se optó por un nuevo trazado que seguiría ruta Santelices-Boo y dispondría de ocho estaciones, entre las cuales se encontraba la de Boo, que llegó a ser construida. En esta zona llegaron a levantarse un edificio de viajeros y andenes para los viajeros. El recinto se encontraba situado a poca distancia del previsto empalme con la línea Palencia-Santander. No obstante, los trabajos de prolongación del ferrocarril Santander-Mediterráneo fueron abandonados en 1959 y ni siquiera llegó a tenderse la vía en los tramos construidos. Esto significó que la estación de Boo nunca llegase a entrar en servicio y quedase abandonada.
Años después el edificio de viajeros fue cedido por el Estado al Ayuntamiento de Astillero, llegando a acoger durante algún tiempo la Agencia de Desarrollo Local.